# 灘ジュン
灘 ジュン（なだ じゅん、1982年10月8日 - ）は、日本のAV女優、ストリッパー。アクシスプロモーション所属。
身長158cm、スリーサイズ はB85cm・W58cm・H86cm。血液型はA型。

## 略歴
東京都出身。2001年に『妖精物語』でAVデビュー。
AV女優としての傍ら、2004年7月1日、川崎ロック座でストリップデビュー。同劇場所属のストリッパーとして活躍していた。
2017年、ストリップ・AVを引退。

## 人物
趣味は料理。特技はスキューバダイビング。
好きな物は、食べ物では果物、チョコレート。飲み物ではコーヒー、お茶、水、ココア。
嫌いな物は、甘いジュース。

## 作品

### アダルトビデオ
2001年
- 少女…あの頃（12月）
- 妖精物語（10月30日、宇宙企画（メディアステーション））
- 僕が彼女に思うこと（11月25日）
- レッスン de XYZ（12月24日）

2002年
- 快楽迷宮（1月19日）
- 不純なキモチ（4月30日）
- やりすぎ家庭教師⑳（5月28日）
- Pinnup Girl 危険なボディ…（6月10日）
- ザ・カゲキ（6月30日）
- 口全ワイセツ（37）（7月29日）
- 美女飼育マニュアル（8月17日、KUKI）
- 淫行 犯され志願（9月16日、KUKI）
- 灘ジュン白書女教師の秘蜜（10月24日、セクシア（トライハートコーポレーション））
- プッチリなクリクリ。（11月25日）他出演:神谷沙織
- Wet&Messy（12月20日、セクシア）
- 女教師の秘蜜（12月）

2003年
- Petit Chri Best The Debut（2月21日）他出演:神谷沙織、七海ひかる
- ビージーン18（3月3日、桃太郎映像出版）
- 最高のオナニーのために21世紀オナニー（8月1日、MOODYZ）
- イカセ4本番（9月1日、MOODYZ）
- 淫・崩壊!（9月26日）
- デジタルモザイクVol.021（10月15日、MOODYZ）
- 清純派美女の黒人とセックス（11月15日、MOODYZ）
- アメリカン★ハードコア4 （12月15日、MOODYZ）…共演:新山愛里、森高千春

2004年
- イカセ4 絶頂（1月）
- ひとりエッチ（1月23日、桃太郎映像出版）他出演:早坂ひとみ、沢口あすか
- ズームイン（2月）
- 単体女優厳選オナニー（3月15日）他出演:金沢文子、長谷川瞳、朝河蘭
- 僕のお姉ちゃんは保健医　（4月1日、MOODYZ）
- 凌辱仕置人スペシャル 女処刑人 凌辱人間狩り（5月8日、アタッカーズ）共演:芹沢遥、桜田さくら、岡崎美女、長谷川美紅
- 絶対服従リベンジ4 雌犬調教編2（5月14日、ゴーゴーズ）他出演:姫咲しゅり、佐々木空、皇怜海、坂下麻衣、涼風杏菜
- 絶対服従リベンジ5 スパンキング・クリップ責め編2 （2004年5月14日、ゴーゴーズ）他出演:筒見友、星野桃、佐々木空、姫咲しゅり、星月まゆら、三浦沙耶香、皇怜海、涼風杏菜
- 絶対服従リベンジ6 水責め・泥水責め編2（5月14日、ゴーゴーズ）他出演:筒見友、星野桃、佐々木空、姫咲しゅり、星月まゆら、三浦沙耶香、皇怜海、坂下麻衣、涼風杏菜
- 猥褻拘束ダルマニア（6月1日、MOODYZ）
- Sex On The Beach 6（7月1日、MOODYZ）
- 極・本番（7月9日）
- 接吻妄想劇場2（8月1日、MOODYZ）
- ドリームウーマン VOL.37（8月15日、MOODYZ）
- 黒人とセックスBEST（9月1日、MOODYZ）…他出演:南波杏、新山愛里、黒崎扇菜
- 灘ジュン Special（11月8日）
- URECCO（12月15日、MOODYZ）

2005年
- 灘ジュンBEST（1月1日）
- URECCO gal（1月15日、MOODYZ）
- DIGITAL CHANNEL BUKKAKE BEST 001（2月8日）他出演:芹沢遥、春菜まい、坂下麻衣、朝比奈ゆい、苺みるく
- 龍縛愛玩調教アンソロジー（4月8日）他多数共演
- 桃太郎 the BEST 着モーション着エロ三昧（6月3日）他出演:春日みゆき
- デジタルモザイク BEST3（2005年8月1日）他多数共演
- ひとつ屋根の下で××× 〜義姉・義妹・そして義母 禁断の総集編〜（10月14日）他出演:吉沢明歩、草凪純
- 宇宙企画Memorial（10月14日、宇宙企画）

2006年
- 宇宙企画 Memorial II（1月13日）
- S級女優露出（2月1日）他出演:芹沢遥、坂下麻衣、苺みるく、森下理音、唯川純
- ザーメンまみれ（2月13日）他多数共演
- 手コキ50人 ULTRA MEGA MIX（3月1日）他多数共演
- 痴女医（4月1日、MOODYZ）他多数共演
- ハイパーデジタルモザイク あの娘のセックスをもう1度スペシャル（4月13日、MOODYZ）他多数共演
- 宇宙企画COMBO! 4時間 めがねっ娘編（4月28日、宇宙企画）他多数共演
- 偏執狂実行委員会推薦オムニバス ザ・微乳Bomb! 4時間（5月21日）他多数共演
- FRAGRANCE 5（7月25日）
- Wet&MessyDX（7月28日、笠倉出版社）他出演:瀬戸準、中山里菜、高井七海、常盤桜子
- 誰も知らないジュンとの一泊二日（8月25日、しのだプロジェクト）

2007年
- 夫の目の前で犯されて― 侵入者3（3月7日、アタッカーズ）
- AV 八神優（4月5日、イフリート）
- 近親妻 私、義兄に犯され義父ニモ中出しされました（4月12日、隼エージェンシー）
- フェラコレ2007春SP（4月12日、隼エージェンシー）他多数出演
- 美脚中出し4（5月12日、隼エージェンシー）他出演:加藤ツバキ、北崎未来、栗原まあや、能田曜子、城本久美、春名えみ、夏芽涼
- こだわりの手コキ 4時間SP 4 40人のハンドメイド（5月12日、隼エージェンシー）他39名出演
- 貞操帯の女 （6月7日、アタッカーズ）
- オナニスト［第十七章］40人のズリマン女（6月16日、隼エージェンシー）他39名出演
- キスマニア Vol.3（7月19日、BRAVO）他多数出演
- ノーモザイクおまんこ 10（12月13日、カルマ）他出演:寧々、妃乃ひかり
- ラヴ・ボンデージ 〜恋の奴隷〜 Vol.1 着衣篇 其の壱 完全版
- ラヴ・ボンデージ 〜彼女はホットハニー〜 Vol.2 ランジェリ－篇 其の弐 完全版

2015年
- 復活（1月1日、MOODYZ）
- 女教師の誘惑（2月1日、MOODYZ）
- 欲望丸出し温泉旅行（3月1日、MOODYZ）
- 義弟の暴走（4月7日、アタッカーズ）
- 声を出せない私7 沈黙の社命（5月7日、アタッカーズ）
- 迷宮の哀奴2（6月7日、アタッカーズ）
- 新生 ～Re Born～ 灘ジュン（7月16日、マキシング）
- 灘ジュン×素人お宅訪問（8月16日、マキシング）
- 丁寧淫語（9月16日、マキシング）
- 午後三時の団地妻（11月7日、アタッカーズ）
- 犯される度に美しく（12月7日、アタッカーズ）

2016年
- 女体拷問研究所 KARMA 蠢く絶頂の妖怪 女捜査官の狂い哭く正義（1月7日、アタッカーズ）他出演:三原ほのか
- 人妻レイプサークル～無限恥辱～（4月7日、アタッカーズ）
- 喪服の下の性感帯（5月7日、アタッカーズ）

### ビデオシネマ
- O嬢の恋（2006年撮影、レジェンド・ピクチャーズ）主演
- 隣の人妻　昨日あんなにしたのに…（2007年撮影、レジェンド・ピクチャーズ）主演
- 平成未亡人下宿　疼きの季節（2009年撮影、レジェンド・ピクチャーズ）主演

### 写真集
- Dissolve（2001年10月）
- KARAMI⑭（2002年11月）
- ノーカット（2003年11月18日）共演:南波杏